# Pasjtoen
De Pasjtoen, ook wel Pathanen of historisch Afghanen, vormen een bevolkingsgroep die in Afghanistan en Pakistan woont met minderheden in landen zoals India en Iran. De alternatieve benaming Pathanen duikt al op in het jaar 1617 in het reisjournaal van Pieter van den Broecke, in dienst van de VOC. Hij vermeldt: "Dese Rasboetse Natie zijn naest de Pathannen de kloekste Soldaten, die de Grooten Mogol ofte Coningh van Indien heeft". Ook gedurende de Britse overheersing werden ze Pathanen genoemd, wat afkomstig is uit het Hindoestani en ook veel wordt gebruikt in het hedendaagse India en Pakistan, de oorspronkelijke benaming is gebruikelijker in Afghanistan.

## Taal
De moedertaal van de Pasjtoen wordt Pasjtoe, Pashto of Pakhto genoemd. Talen die door de Pasjtoen gemeenschappen als tweede taal wordt gesproken in landen zoals India en Pakistan zijn onder meer het Hindi en het Urdu.
in Afghanistan zelf wordt het Dari, dat in 1964 tot nationale taal van Afghanistan verklaard is naast het Pasjtoe, door de Pasjtoen als tweede taal gesproken.

## Religie
De Pasjtoen zijn overwegend soennitische moslims met sjiitische, hindoeïstische en sikh minderheden. In Afghanistan vormen ze de kern van de Afghaanse regering.

## Verspreiding
Pasjtoens zijn verspreid, van de rivier de Amu Darja tot aan de Indus. Ze zijn wijdverspreid over Pakistan en Afghanistan. Veel Pasjtoen kozen ervoor om in het Republiek India te gaan wonen na de opdeling van Brits-Indië. Historisch gezien hebben Pasjtoens zich vóór en tijdens het toenmalige Brits-Indië in verschillende delen van koloniaal India gevestigd.
Onder Brits-Indische contractarbeiders die in de 19e eeuw door de Britten naar landen zoals Suriname, Guyana, Trinidad en Tobago, Fiji, Mauritius, Zuid-Afrika en andere landen werden gestuurd, om te werken op plantages als vervanging van slaven, zaten ook mensen van Pasjtoen oorsprong. Velen bleven en vormden hun eigen gemeenschappen. Na verloop van tijd assimileerden sommigen, zoals in Suriname en Guyana, in de grotere Hindostaanse gemeenschap. Een voorbeeld van een Hindostaan van Pasjtoen oorsprong is Munshi Rahman Khan. Sommige Pasjtoen kwamen zelfs terecht in Australië, die bekend stonden als Afghaanse kamelendrijvers.

## Woongebied
Verschillende bronnen schatten dat de Pasjtoen tussen 38 en 70 procent van de bevolking van Afghanistan vormen (de CIA houdt het op 42%). Ze vormen daarmee de grootste etnische groep in Afghanistan. Daarnaast wonen veel Pasjtoens in Pakistan. De internationale grens tussen Afghanistan en Pakistan loopt dwars door de stammengebieden heen. Deze grens wordt echter niet door iedereen erkend. Zo eisen Pasjtoens aan beide zijden van deze grens een eigen gebied op dat loopt van de Amu Darja tot aan de Indus. Ze baseren zich hierbij op een overeenkomst tussen de Afghaanse emir Abdoer Rahman Khan en sir Henry Durand waarmee de Afghaanse regering het gebied ten oosten van de zogenaamde Durandlijn met ingang van 12 november 1893 voor honderd jaar aan Brits-Indië zou verhuren. Deze termijn is inmiddels al geruime tijd verstreken.
De historische benaming van het woongebied van de Pasjtoen wordt ook wel Pasjtoenistan (Pasjtoe: پښتونستان) genoemd.
De Pasjtoens in Afghanistan wonen in een gebied dat bestaat uit een denkbeeldige halve cirkel van de provincie Kunar in het oosten, via Kaboel tot de provincies Herat en Badghis in het westen.

## Stammen
De Pasjtoen worden in twee grote stamconfederaties onderscheiden: de zuidelijke en zuidwestelijke stammen die samen tot de Durrani, ook Abdali genoemd, worden gerekend, en de oostelijke en zuidoostelijke die tot de Ghilzai behoren.
Daarnaast zijn er stammen die tot geen van beide stammengroepen behoren. Hieronder vallen o.a. de Waziri die leven in Waziristan in Pakistan. Voorts zijn er clans, dorpsgemeenschappen en families te onderscheiden, waartussen ook regelmatig conflicten plaatshebben.

## Regels
De Pasjtoens houden er, naast de islamitische wetten, een eigen stelsel van ongeschreven regels op na, het zogenaamde "Pashtunwali". Voor een groot deel kent het Pashtunwali zijn oorsprong in lokale gebruiken en gewoontes die zijn terug te voeren op de pre-islamitische tijd.

## Trivia
- De wereldberoemde foto van een meisje met indringende groene ogen op een omslag van National Geographic uit 1985 toont de toen nog anonieme Pasjtoense Sharbat Gula.